# Тамбицы (Пудожский район)
Та́мбицы — посёлок в составе Пяльмского сельского поселения Пудожского района Республики Карелия.

## Общие сведения
Расположен на берегу реки Жилая Тамбица.

## Памятники природы
В 2 км на северо-запад от посёлка расположен государственный региональный болотный памятник природы — Болото Тамбицкое площадью 51,0 га, уникальная болотная система.

## Население
| 2002 | 2009 | 2010 | 2013 |
| ---- | ---- | ---- | ---- |
| 318  | ↘260 | ↘173 | ↘163 |

## Улицы
- ул. Горная
- ул. Железнодорожная
- ул. Клубная
- пер. Лесной
- ул. Набережная
- ул. Новая
- ул. Садовая
- ул. Строителей
- ул. Центральная
- ул. Школьная